# Seznam francouzských panovníků

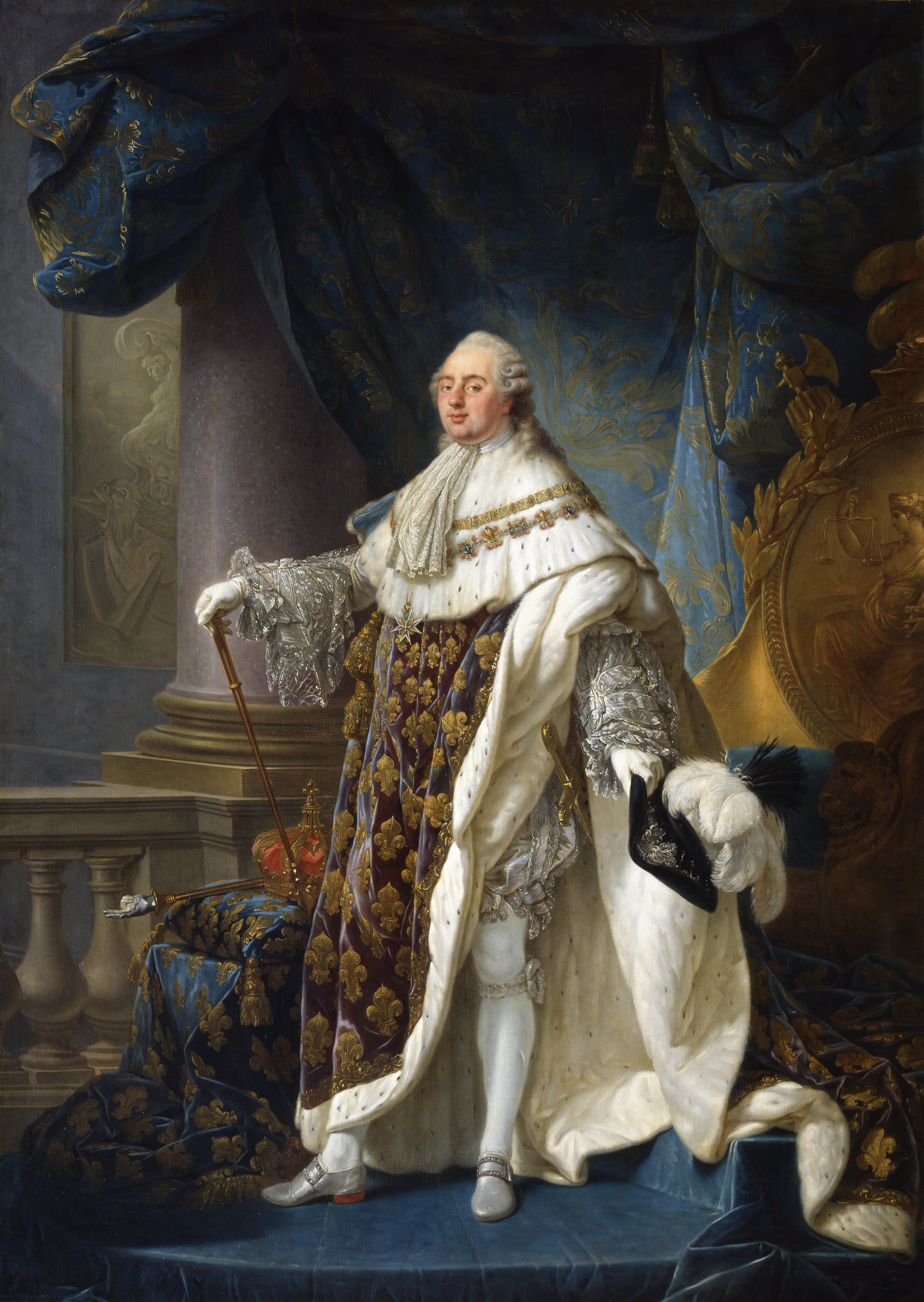
Ludvík XVI., král předrevoluční Francie

Seznam francouzských panovníků obsahuje přehled panovníků (králů a císařů), kteří vládli ve Francii mezi lety 843–1870. Někdy se mezi francouzské panovovníky počítají i vládcové franské říše (481–843) počínaje Chlodvíkem, kteří jsou uvedeny v seznamu franských králů.
Panovníci západofranské říše (843–987) jsou panovníci z rodu Karlovců a Robertovců, kteří vládli západní části říše Karla Velikého rozdělené verdunskou smlouvou roku 843.
V letech 987–1792 vládla francouzskému království dědičně dynastie Kapetovců, nejdříve v přímé linii, pak její větve Valois (1328–1589) a Bourbon (1589–1792). Ve středověku, zejména za stoleté války, si titul francouzského panovníka nárokovali někteří angličtí králové.
V 19. století po francouzské revoluci vzniklo císařství Napoleona Bonaparteho (1804–1814/1815), poté restaurovaná a červencová monarchie (1814/1815–1848) s panovníky rodu Bourbon a Bourbon-Orléans. Poslední francouzskou monarchií bylo druhé císařství Napoleona III. (1852–1870).

## Karlovci (843–987)
Karlovci vládli v Západofranské říši od jejího vzniku v roce 843 do roku 987, kdy zemřel poslední legitimní mužský Karlovec Ludvík V. Mezi těmito roky vládlo také několik králů, kteří pocházeli z jiného rodu. Jednalo se o Rudolfa Burgundského (vládl 923–936) a příslušníky roku Robertovců – Oda Pařížského (888–898) a Roberta I. (protikrál, 922–923).
| Portrét | Jméno               | Král od | Král do |
| ------- | ------------------- | ------- | ------- |
|         | Karel II. Holý      | 843     | 877     |
|         | Ludvík II. Koktavý  | 877     | 879     |
|         | Ludvík III.         | 879     | 882     |
|         | Karloman II.        | 879     | 884     |
|         | Karel III. Tlustý   | 884     | 887     |
|         | Odo Pařížský        | 888     | 898     |
|         | Karel III. Prostý   | 898     | 923     |
|         | Robert I.           | 922     | 923     |
|         | Rudolf Burgundský   | 923     | 936     |
|         | Ludvík IV. Zámořský | 936     | 954     |
|         | Lothar I.           | 954     | 986     |
|         | Ludvík V. Lenivý    | 986     | 987     |

## Kapetovci (987–1328)
Dynastie Kapetovců, mužských potomků Huga Kapeta, vládla Francii nepřetržitě od roku 987 do roku 1792 a poté od roku 1814 do 1848; větve dynastií vládnoucích po roce 1328 se ale nazývají Valois a Bourbon. Předkové Kapetovců se nazývají Robertovci a pocházeli z nich také dva západofranští králové v éře Karlovců.
| Portrét | Jméno         | Král od            | Král do            |
| ------- | ------------- | ------------------ | ------------------ |
|         | Hugo I. Kapet | 987                | 24. října 996      |
|         | Robert II.    | 24. října 996      | 20. července 1031  |
|         | Jindřich I.   | 20. července 1031  | 4. srpna 1060      |
|         | Filip I.      | 4. srpna 1060      | 29. července 1108  |
|         | Ludvík VI.    | 29. července 1108  | 1. srpna 1137      |
|         | Ludvík VII.   | 1. srpna 1137      | 18. září 1180      |
|         | Filip II.     | 18. září 1180      | 14. července 1223  |
|         | Ludvík VIII.  | 14. července 1223  | 8. listopadu 1226  |
|         | Ludvík IX.    | 8. listopadu 1226  | 25. srpna 1270     |
|         | Filip III.    | 25. srpna 1270     | 5. října 1285      |
|         | Filip IV.     | 5. října 1285      | 29. listopadu 1314 |
|         | Ludvík X.     | 29. listopadu 1314 | 5. června 1316     |
|         | Jan I.        | 15. listopadu 1316 | 20. listopadu 1316 |
|         | Filip V.      | 20. listopadu 1316 | 3. ledna 1322      |
|         | Karel IV.     | 3. ledna 1322      | 1. února 1328      |

## Kapetovci, větev z Valois (1328–1589)

### Hlavní větev (1328–1498)
Hlavní větev dynastie z Valois, vedlejší větve Kapetovců, vládla Francii mezi lety 1328 a 1498.
| Portrét | Jméno       | Král od           | Král do           |
| ------- | ----------- | ----------------- | ----------------- |
|         | Filip VI.   | 1. února 1328     | 22. srpna 1350    |
|         | Jan II.     | 22. srpna 1350    | 8. dubna 1364     |
|         | Karel V.    | 8. dubna 1364     | 16. září 1380     |
|         | Karel VI.   | 16. září 1380     | 21. října 1422    |
|         | Karel VII.  | 21. října 1422    | 22. července 1461 |
|         | Ludvík XI.  | 22. července 1461 | 30. srpna 1483    |
|         | Karel VIII. | 30. srpna 1483    | 7. dubna 1498     |

### vedlejší větev z Orléans (1498–1515)
Větev Valois-Orléans vládla ve Francii od roku 1498 do roku 1515 v osobě jediného krále, Ludvíka XII.
| Portrét | Jméno       | Král od       | Král do       |
| ------- | ----------- | ------------- | ------------- |
|         | Ludvík XII. | 7. dubna 1498 | 1. ledna 1515 |

### vedlejší větev z Angoulême (1515–1589)
Mezi lety 1515 a 1589 pocházeli francouzští králové z větve Valois-Angoulême.
| Portrét | Jméno         | Král od           | Král do           |
| ------- | ------------- | ----------------- | ----------------- |
|         | František I.  | 1. ledna 1515     | 31. července 1547 |
|         | Jindřich II.  | 31. července 1547 | 10. července 1559 |
|         | František II. | 10. července 1559 | 5. prosince 1560  |
|         | Karel IX.     | 5. prosince 1560  | 30. května 1574   |
|         | Jindřich III. | 30. května 1574   | 2. srpna 1589     |

## Kapetovci, větev Bourbon (1589–1792)
Další vedlejší větev Kapetovců, Bourboni, vládli ve Francii od roku 1589 až do vyhlášení první Francouzské republiky v roce 1792.
| Portrét | Jméno        | Král od         | Král do         |
| ------- | ------------ | --------------- | --------------- |
|         | Jindřich IV. | 2. srpna 1589   | 14. května 1610 |
|         | Ludvík XIII. | 14. května 1610 | 14. května 1643 |
|         | Ludvík XIV.  | 14. května 1643 | 1. září 1715    |
|         | Ludvík XV.   | 1. září 1715    | 10. května 1774 |
|         | Ludvík XVI.  | 10. května 1774 | 10. srpna 1792  |

## První republika (1792–1804)
Mezi lety 1792 a 1804 existovala první Francouzská republika. Monarchisté ale stále uznávali královskou linii jako vládnoucí – považovali tedy Ludvíka XVI. za krále až do jeho smrti v roce 1793, poté jeho syna Ludvíka XVII. (který nikdy skutečně nevládl) do roku 1795, a od té doby Ludvíka XVIII., který byl strýcem Ludvíka XVII.

## První císařství, dynastie Bonapartů (1804–1814, 1815)
První konzul Francouzské republiky Napoleon z rodiny Bonapartů se v roce 1804 nechal korunovat francouzským císařem, čímž vzniklo první Francouzské císařství, které trvalo až do roku 1814 a poté krátký čas i v roce 1815, kdy se druhým císařem stal Bonapartův syn.
| Portrét | Jméno        | Císař od                        | Císař do                      |
| ------- | ------------ | ------------------------------- | ----------------------------- |
|         | Napoleon I.  | 18. května 1804 20. března 1815 | 6. dubna 1814 22. června 1815 |
|         | Napoleon II. | 22. června 1815                 | 8. července 1815              |

## Kapetovci, větev Bourbon (1814–1830)
V roce 1814 se Bourboni opět dostali k moci a bylo obnoveno království. Větev Bourbonů poté vládla Francii s přestávkou v roce 1815 do roku 1830.
| Portrét | Jméno         | Král od                        | Král do                       |
| ------- | ------------- | ------------------------------ | ----------------------------- |
|         | Ludvík XVIII. | 6. dubna 1814 8. července 1815 | 20. března 1815 16. září 1824 |
|         | Karel X.      | 16. září 1824                  | 2. srpna 1830                 |

## Kapetovci, větev Bourbon-Orléans (1830–1848)
Mezi lety 1830 a 1848, v tzv. červencové monarchii, vládla ve Francii větev Bourbon-Orléans. Vláda jediného krále Ludvíka Filipa skončila při vyhlášení druhé Francouzské republiky.
| Portrét | Jméno           | Král od       | Král do        |
| ------- | --------------- | ------------- | -------------- |
|         | Ludvík Filip I. | 9. srpna 1830 | 24. února 1848 |

## Druhá republika (1848–1852)
Období druhé Francouzské republiky skončilo v roce 1852, když byl její prezident Ludvík Napoleon zvolen císařem.

## Druhé císařství (1852–1870)
V roce 1852 byl francouzský prezident a příslušník rodiny Bonapartů zvolen francouzským císařem Napoleonem III. (synovec Napoleona I. Bonaparta). Druhé francouzské císařství zaniklo v roce 1870, kdy byla vyhlášena třetí Francouzská republika.
| Portrét | Jméno         | Císař od         | Císař do     |
| ------- | ------------- | ---------------- | ------------ |
|         | Napoleon III. | 2. prosince 1852 | 4. září 1870 |

Tato chronologie pokračuje článkem Seznam prezidentů Francie.